# Scopesis alpivagans
Scopesis alpivagans är en stekelart som beskrevs av Heinrich 1949. Scopesis alpivagans ingår i släktet Scopesis och familjen brokparasitsteklar. Inga underarter finns listade i Catalogue of Life.